# Engelbreth Boye
Engelbreth Boye (22. januar 1754 i København - 3. januar 1839 i Trondhjem) var en danskfødt norsk rektor, far til præsten og digteren Casper Johannes Boye.
Han blev, privat dimitteret, student 1772, tog examen philosophicum 1773 og 1781 magistergraden for en afhandling om grunden til de græske og romerske historieskriveres vildfarelser i den jødiske historie. I 1782 kom han som kollega til Kristiania Skole, hvorfra han 1787 blev forflyttet til Kongsberg som rektor ved den (29. september 1786) genoprettede latinskole. Denne bestod til 12. december 1806, da den gik over til middelskole, efter at rektoren var forflyttet i samme stilling til Trondhjem, hvor det blev hans opgave at gennemføre den nye skoleordning. Under den gamle havde Boye på Kongsberg fået et stort ry, bragt sin skole i megen anseelse og dimitteret mange disciple, der som mænd kom til at indtage en fremragende stilling. Han omtales med megen anerkendelse af disse som en alvorlig, men ikke streng mand. I Trondhjem var skolen i en dårlig forfatning, da han kom, men han bragte den snart op. Med stor nidkærhed og dygtighed, men ikke uden modstand og vanskeligheder arbejdede han i sit rektorembede til 12. februar 1833, da han tog afsked. Ytringer i hans breve tyder på, at han en stor del af sin embedstid led af længsel efter Danmark, næringssorg og savn af hjælpemidler til studier. En oversættelse af Epiktet (1781) og nogle skoleprogrammer har man fra hans hånd.
Han var søn af Peder Rasmussen Boye (1717–1793) og Maren Nielsdatter Kjær (1723–1810). Faren var sømand som i 1754 fik borgerskab i København og startede en lærredsbutik. Broren Johannes Boye (1756–1830) blev filosof og far til forfatteren Adolph Boye (1784–1851). Fra sit første ægteskab med sorenskriverens datter Dorothea Sophie Styhr (1753–1798) blev Engelbreth far til præsten Peter Christian Boye (1790–1880), salmedigteren Casper Johannes Boye (1791–1853) og skolemanden Mathias Andreas Boye (1796–1872). Disse tre gik ud af katedralskolen i Engelbreths rektorperiode. Et halvt år efter Dorotheas død giftede han sig med søsteren, Maren Christine Styhr (1761–1799) som døde efter et år (barselseng). Den tredje kone fra 1801 er fogedens datter Anna Dorothea Barth (1772–1850).